# Hit or Miss
Hit or Miss è il singolo di debutto dei New Found Glory, il primo estratto dal loro omonimo album del 2000.

## Video musicale
Il video, diretto da Smith n' Borin, vede la band doversi preparare in fretta e furia per arrivare in tempo per un concerto a Miami, mentre il loro produttore si infuria. La clip finisce con la band che riesce ad arrivare in tempo alla location e il produttore godersi tutti i soldi guadagnati.

## Tracce
CD
1. Hit or Miss (Waited Too Long) – 3:22
2. So Many Ways – 2:59
3. You've Got a Friend in Pennsylvania – 3:59
4. Hit or Miss (Waited Too Long) (Video) – 3:27

## Formazione
- Jordan Pundik – voce
- Chad Gilbert – chitarra solista, voce secondaria
- Steve Klein – chitarra ritmica
- Ian Grushka – basso
- Cyrus Bolooki – batteria

## Classifiche
| Classifica (2000)         | Posizione massima |
| ------------------------- | ----------------- |
| Stati Uniti (alternative) | 15                |
| Regno Unito               | 58                |